# Gonatocerus helmholtzii
Gonatocerus helmholtzii är en stekelart som beskrevs av Girault 1912. Gonatocerus helmholtzii ingår i släktet Gonatocerus och familjen dvärgsteklar. Inga underarter finns listade i Catalogue of Life.